# Show Me the Body
I Show Me the Body sono una band hardcore punk statunitense formatasi a New York nel 2009. Il loro sound si ispira pesantemente all’hip hop, alla noise music e allo sludge metal. Il loro album di debutto, Body War, viene pubblicato nel 2016.
Nel 2019 pubblicano il loro secondo album, Dog Whistle.